# 蔡萬霖
蔡萬霖（1924年11月10日—2004年9月27日），生於日治台灣新竹州竹南郡竹南庄（今苗栗縣竹南鎮），台灣企業家與政治家。國泰人壽共同創辦人（林頂立先生為第一屆董事長，蔡萬春先生為第一屆總經理），霖園集團創辦人與首任董事長。弟為富邦產物保險創辦人蔡萬才。曾任台北市議員與中華民國總統府資政，台灣首富與全球百大富豪之一。
創辦於1979年的霖園集團為台灣第一大民營企業，旗下擁有國泰世華銀行、國泰人壽與國泰建設等知名公司。1987年時蔡萬霖名列富比士雜誌公佈的全球百大富豪排行榜第五名 ，而在蔡萬霖過世之前最後一次（2004年初）的榜單中，蔡萬霖與其家人以46億美元的身價，名列全球第94名的富豪，也是台灣首富。

## 生平
蔡萬霖出身貧窮農家，是佃農之子，8歲時與其二哥蔡萬春北上台北工作求學，曾在製磚廠工作以半工半讀的方式完成中學學業，但並沒有再繼續求學。畢業後兩兄弟自行創業，曾經經營過賣菜的生意，並開設手工醬油廠。
蔡氏兄弟的金融業王朝最早起始於1957年，當時蔡萬春擔任台北市第十信用合作社（十信）的理事主席，這位子後來由蔡萬霖接手。一直經營到1979年，蔡萬春中風、蔡氏家族共有的國泰集團分家，蔡萬霖以十信經營權與侄子蔡辰洲交換國泰人壽，獲得包括國泰人壽、國泰建設、三井工程與國泰汽車工業四家公司。其後蔡萬霖將國泰人壽集團更名改制為霖園集團，出任集團首任的董事長，並且逐漸邁向台灣首富之路。
除了經商外，蔡萬霖也曾短暫參政過。1968年時，台北市改制為院轄市（直轄市），當時擔任十信理事主席的蔡萬霖獲得政府當局的推薦提拔，當選第一屆與第二屆的直轄台北市議員（同樣也是接棒曾當選第一屆與第二屆省轄市時代台北市議員的蔡萬春之位子）。之後蔡萬霖淡出政壇不再過問政治事務，但曾在晚年受陳水扁總統邀請擔任過顧問性質的總統府資政。
蔡萬霖在1998年因心肌梗塞被送至自己創辦的國泰醫院，從此以後就逐漸淡出將事業交由後輩處理，2004年9月27日晚間6時49分因心臟疾病過世，享年79歲，安葬於臺北縣瑞芳鎮（今新北市瑞芳區）金石園。金石園是瑞芳李家所經營的知名墓園，蔡萬霖墓地有六千坪之廣，備極哀榮。蔡萬霖身後，繼承人應繳納新台幣782億元遺產稅；但因避稅得宜，只繳新台幣數億元遺產稅。

## 荣誉

### 中华民国勋章奖章
- 二等景星勋章（2000年1月14日批准[5]，同日于台灣总统府颁授[6]）

### 梵蒂岡勋章奖章
- 聖思維爵士勳章（英语：Order of St. Sylvester）（1993年2月25日獲頒）[7]

## 家庭
蔡萬霖生前育有四子三女，長子蔡政達，次子蔡宏圖，三子蔡鎮宇，四子蔡鎮球，四人分別在霖園集團中擔任輕重不一的職務。其中又以擔任國泰金控董事長的二子蔡宏圖最重要，是蔡萬霖正式的接班人。
蔡萬霖元配周寶琴，是蔡宏圖的母親，2014年1月26日去世，享壽88歲。

## 其他
- 拜國民黨喜歡提名商界人士參選所賜，雖然金牛進入議會後常淪為政商利益輸送之所在。卻也成為各路人馬交友好地方。蔡萬霖在議會時期的同事黃信介即為其好友。黃信介出獄後，與蔡萬霖常有聯絡。被霖園集團視為座上賓。他要找蔡萬霖，不必約時間，直接找上門。黃信介在民進黨黨主席任內，有黨員對蔡家炒地皮獲利的作風不滿，並向一位教授提及要修理蔡家一番。第二天黃信介立即找來一位兼任黨工的民進黨籍不分區國代，開口就說：「今天透早四、五點，萬霖仔就打電話來『哭爸』，說有人要修理他，你們不要這樣。」[8]:248